# ミラ (競走馬)
ミラ（欧字名：Mira、1895年 - 1916年3月）は日本の競走馬・繁殖牝馬。子孫に帝室御賞典や八大競走に優勝するなど活躍した競走馬が多く、本馬を基点とする牝系はミラ系と呼ばれる。

## 経歴
1895年にオーストラリアで誕生したとされる。1899年9月、日本レース・倶楽部によって30頭のオーストラリア産軽種馬が輸入され、そのうちの一頭にミラが含まれていた。外見上はサラブレッドと思われたものの、血統書がなかったため血統不詳によりサラブレッド系種とされた。
競走馬時代は「ミラー」（英字表記はMirror）と呼ばれ、同年11月21日、横浜競馬場秋季開催の「くじ引き豪州競馬」でデビューし優勝。以後、横浜ダービーやジャパン・セントレジャー優勝を含め、翌年秋季開催3日目まで7連勝を遂げる。最終日に7歳の古馬ゼカウントに敗れ初の敗戦を喫したが、翌春の横浜開催ではふたたび3連勝。2日目のブリスベーン賞盃、3日目の混合優勝景物ではそれぞれ1600メートル、2000メートルのレコードタイムで走破した。
最後のシーズンとなった横浜秋季開催では、初日にホウフィンチ、最終日にゼクラウンと、それぞれ春季の混合優勝景物で破った相手に敗戦を喫し、これを最後に競走馬を引退した。通算成績は13戦10勝・2着3回であった。
競走馬引退後は、1500円という当時としては異例の高価で新冠御料牧場に買い上げられ、繁殖牝馬として繋養された。繁殖としても優れた成績を残し、同じオーストラリア産サラブレッド系種である第二スプーネーとの間に産んだ牡駒シノリが帝室御賞典に優勝。シノリの全妹にあたる牝駒第二ミラ、第三ミラを介し、子孫から優秀な競走馬が次々と生まれた。ミラの血統が不詳であったことから、その子孫もミラと同様サラブレッド系種として扱われ、それを原因としてさまざまな不遇を受けたが、子孫で総合して帝室御賞典8勝、八大競走5勝うち東京優駿2勝と、サラブレッドと互角の成績を挙げた。
日本競馬黎明期に残した優れた競走成績、および繁殖牝馬としての成績・後年への影響から、今日ミラは「日本競馬最初の名牝」とも評されている。

## 競走成績
※空白部分は資料散逸により不明
| 年月日 | 年月日 | 年月日 |      | レース名               | 着順 | 距離  | タイム   | 優勝馬       |
| ------ | ------ | ------ | ---- | ---------------------- | ---- | ----- | -------- | ------------ |
| 1899   | 11.    | 21     | 横浜 | クジ引き濠州産馬       | 1着  | 1200m | 1:24.1   |              |
|        | 11.    | 22     | 横浜 | 濠州馬ハンデ           | 1着  | 1600m |          |              |
| 1900   | 5.     | 14     | 横浜 | コスモポリタン景物     | 1着  | 1200m | 1:23 1/5 |              |
|        | 5.     | 15     | 横浜 | 横浜ダービー           | 1着  | 2400m | 2:53 3/5 |              |
|        | 5.     | 16     | 横浜 | 混合優勝景物           | 1着  | 2000m | 2:24 3/4 |              |
|        | 11.    | 5      | 横浜 | 万歳景物               | 1着  | 1800m | 2:11 3/4 |              |
|        | 11.    | 6      | 横浜 | ジャパンセントレジャー | 1着  | 2400m | 3:21.0   |              |
|        | 11.    | 7      | 横浜 | 混合優勝景物           | 2着  | 2000m | 2:23 1/5 | ゼカウント   |
| 1901   | 5.     | 13     | 横浜 | コスモポリタン景物     | 1着  | 1200m | 1:22.9   |              |
|        | 5.     | 14     | 横浜 | ブリスベーン賞盃       | 1着  | 1600m | R1:50.0  |              |
|        | 5.     | 15     | 横浜 | 混合優勝景物           | 1着  | 2000m | R2:20.0  |              |
|        | 11.    | 4      | 横浜 | 明治22年以来5勝以上    | 2着  | 1600m | 1:50 1/5 | ホウフィンチ |
|        | 11.    | 7      | 横浜 | 本邦産濠州産馬         | 2着  | 1600m | 1:58 1/2 | ゼクラウン   |

- タイム欄のRはレコード勝ちを示す。

## ミラの主な子孫
- シノリ（1910年目黒御賞典・秋）
- フラツクス（1924年札幌御賞典）
- マツミドリ（1927年横浜御賞典・春）
- ハッピーチヤペル（1932年目黒御賞典・秋、東京農林省賞典・春）
- ワカタカ（1932年目黒御賞典・秋、東京優駿、横浜特別、東京農林省賞典・秋）
- ヤマヤス（1932年横浜御賞典・春、阪神農林省賞典・春、目黒記念・秋）
- アサヤス（1932年阪神御賞典・秋、阪神農林省賞典・秋）
- キングセカンド（1932年福島御賞典）
- ナンコウ（1935年小倉御賞典、横浜特別）
- シマユキ（1955年中山大障害・秋）
- ダイニコトブキ（1958年大井盃、春の鞍、秋の鞍）
- シーエース（1967年桜花賞）
- ヒカルイマイ（1971年皐月賞、東京優駿）
- ランドプリンス（1972年皐月賞）
- タカラローズ（1972年スワンステークス）
- シーロード（1975年阪神障害ステークス・春）
- タカフジミノル（1980年羽田盃、東京ダービー）
- ヤグラステラ（1988年サファイヤステークス、1991年福島記念）